# スーパーロボット大戦
『スーパーロボット大戦』（スーパーロボットたいせん）は、1991年4月20日にバンプレストが日本で発売したゲームボーイ用シミュレーションRPG。

## 概要
SDにデフォルメされたロボット達が競演するクロスオーバー作品『スーパーロボット大戦シリーズ』の第1作目。当時バンプレストが展開していたコンパチヒーローシリーズの派生作品として、「ロボットアニメによる大戦略」というコンセプトで開発された。
開発はウィンキーソフトが行い、ゲーム・デザインはシリーズ第5作目となるスーパーファミコン用ソフト『第4次スーパーロボット大戦』（1995年）まで手掛けた阪田雅彦が担当している。
シミュレーションゲームは家庭用ゲーム機ではかなりマニアックなジャンルであったが19万本のヒットとなる。その後、続編となるファミリーコンピュータ用ソフト『第2次スーパーロボット大戦』（1991年）が発売された。

## ゲーム内容
敵を引き抜ける「説得」やRPGでいうところの魔法にあたる「精神コマンド」など、従来のシミュレーションゲームにはないスーパーロボット大戦独自のシステムを搭載していたが、登場するロボットを擬人化するというコンパチヒーローシリーズのフォーマットは踏襲しており、後のシリーズ作品とは異なる作風となっている。

### システム
ここでは本作特有のシステムについて解説する。シリーズ共通のシステムについてはスーパーロボット大戦シリーズのシステムを参照。なお、リメイク版では変更されたシステムも存在する。
チーム制
ゲーム開始時にガンダムチーム、マジンガーチーム、ゲッターチームの中から自分のチームを選択する。チームの中からさらにヒーロー（キャプテン）を選ぶ。ヒーローは精神コマンドを使える他、ボーナスポイントを能力に振り分けることができる。選ばれなかったチームは敵として登場する。
ユニットの強化
ユニットの強化にはレベルアップ、精神コマンド「とっくん」（出撃中の味方ユニットを任意で1体選び、「こうげき」、「ぼうぎょ」、「すばやさ」、「カリスマ」のいずれかをランダムで1ポイント上昇させる）、強化パーツの使用の3通りがある。強化パーツはマップ上に落ちており、インターミッションで使用する。武器パーツは特定のユニットに使用することでその武器を追加装備するもの。マジンガーチームは既存武器と差し替える形で装備される。
精神コマンド
ヒーローに与えられた特権。使用する候補3つが表示された時点でポイントを消費するため、後のシリーズのように簡単に使うことはできない。また表示される3つの精神コマンドはランダムとなっているが、完全なランダムではなくチームごとに出やすいものと出にくいものがある。
説得
選択せずに敵に回ったチームのキャラクターを含め、ほとんどの敵キャラクターは説得で引き抜くことができる。自分の「カリスマ」が高く相手の「ちゅうぎ」が低いほど説得の成功確率は上がる。ただし、ボスクラスの「ちゅうぎ」が0のキャラクターは特殊な条件を満たさないと説得に成功しない。敵ユニットも説得してくるため、時には味方ユニットが自軍を裏切ることもある。説得に成功したその場で味方ユニットになるため、出撃枠に空きがないと必ず失敗する。
通信対戦
通信ケーブル対応で対戦が可能。自分の育てたチームの他、原作の敵メンバーが加えられたデフォルトの3チームや敵のみで構成された対戦用のチームも用意されている。

### 参戦作品
一覧
- マジンガーZ
- グレートマジンガー
- 機動戦士ガンダム
- 機動戦士Ζガンダム
- 機動戦士ガンダムΖΖ
- 機動戦士ガンダム 逆襲のシャア
- 機動戦士ガンダムF91
- ゲッターロボ
- ゲッターロボG

それ以外にも『グレートマジンガー対ゲッターロボ』からギルギルガンが最終ボスとして登場する。また『機動戦士ガンダムF91』は、本作発売の1ヶ月前に劇場公開されたばかりであった。
リメイク版ではオリジナルキャラクターのサイバスターとメカギルギルガン、第2部の最終ボスとして闘神ゴッド・ノアが登場する。

## ストーリー
数々の星を滅ぼしてきた宇宙の破壊者・ギルギルガンは、今度はヒーロー達の暮らす青い星を標的に定める。怪電波を放つタワーを利用してヒーロ―達を次々と洗脳し、配下にしていった。辛うじて洗脳を免れたヒーロー達は、洗脳された仲間達を説得しながらギルギルガンに立ち向かっていく。何度も変身を重ね、エネルギーを吸収するギルギルガンにヒーロー達は大苦戦するが、何とか倒す。最終決戦を制すると同時に怪電波は止み、ヒーロー達の星に平和が戻った。
第2部
ギルギルガンを倒し、平和が戻ったはずの星に再び怪電波が襲った。謎の存在の力を感じたヒーロー達は、新たな闘いに身を投じる。仲間を救い出しながら数々の激戦を潜り抜け、ついに舞台は宇宙へ。宇宙要塞内部で、さらに強大な力を得て蘇ったメカギルギルガンを打ち破ると、全ての戦いの元凶である謎の存在・闘神ゴッド・ノアが姿を現す。ただ闘いだけを求める闘神ゴッド・ノアとの真の最終決戦の末、彼は満足そうに笑みを浮かべながら「再び闘いは起こる」との言葉を残し消滅した。

## キャラクター

### パッケージ登場機体
- マジンガーZ（マジンガーZ）
- ガンダム（機動戦士ガンダム）
- ゲッター1（ゲッターロボ）

バンダイから発売されたソフビ「スーパーロボット大作戦」とのタイアップで、本作の箱の装幀は超合金のパッケージを模している。

## 他機種版
| No. | タイトル             | 発売日        | 対応機種                                             | 開発元       | 発売元   | メディア     | 型式 | 備考         | 出典              |
| --- | -------------------- | ------------- | ---------------------------------------------------- | ------------ | -------- | ------------ | ---- | ------------ | ----------------- |
| 1   | スーパーロボット大戦 | 2014年4月24日 | PlayStation 3 PlayStation Vita (PlayStation Network) | B.B.スタジオ | バンナム | ダウンロード | -    | HDリメイク版 | [ 5 ] [ 6 ] [ 7 ] |

リメイク版
2014年4月24日にPS3・PS Vitaの両機種でリリースされた（ダウンロード専売品）。グラフィックはオリジナル版で使用した原画を用いHDレベルのものにアップグレードされたほか、新たなロボットも登場。
オリジナル版の全13話を第1部とし、新たに宇宙ステージも含めた第2部が追加された。
PS Vita版においては、PS Vita TVでのプレイに対応している。また、標準のスクリーンショット機能は使用不可となっている。
なお、同年4月10日に発売された同シリーズ作品『第3次スーパーロボット大戦Z 時獄篇』の初回生産分購入特典として、このリメイク版を無料で入手できるダウンロードコードが付属していた。

## スタッフ
- ゲーム・デザイン：阪田雅彦
- グラフィック：戸田篤樹
- サウンド：大西康成、こにしまさ
- アドバイザー：森田康楠
- サンクス：知見浩之、大矢晋一
- プログラム：高宮成光
- プロデュース：じっぱひとからげ
- 制作：バンプレスト、ウィンキーソフト
- 販売：バンプレスト

## 評価
- ゲーム誌『ファミコン通信』の「クロスレビュー」では、5・7・7・3の合計22点（満40点）となっている[10][8]。レビュアーの意見としては、「ゲーム内容はこれといって新しくないので、キャラクター関係に興味がある人なら、って感じかな」などと評されている[10]。

- ゲーム誌『ファミリーコンピュータMagazine』の読者投票による「ゲーム通信簿」での評価は以下の通りとなっており、20.6点（満30点）となっている[9]。

| 項目 | キャラクタ | 音楽 | お買得度 | 操作性 | 熱中度 | オリジナリティ | 総合 |
| 得点 | 3.9        | 3.3  | 3.3      | 3.3    | 3.6    | 3.2            | 20.6 |

## 関連商品

### 攻略本
スーパーロボット大戦 完全ガイド
勁文社、ケイブンシャの大百科別冊。
『スーパーロボット大戦』、ファミリーコンピュータ版『第2次スーパーロボット大戦』、スーパーファミコン版『第3次スーパーロボット大戦』の3作を対象にした攻略本。発売前のスーパーファミコン版『スーパーロボット大戦EX』も紹介されている。

### ムック
- 全スーパーロボット大戦大百科
- 全スーパーロボット大戦電視大百科 シークレットファイル ISBN 9784766931211
- 全スーパーロボット大戦2大百科 ISBN 9784766924619
- 全スーパーロボット大戦シリーズ大百科 ISBN 9784766929355
- スーパーロボット大戦大図鑑 ISBN 9784870259904
- スーパーロボット大戦読本 ISBN 9784766932171
- スーパーロボット大戦大事典’99 ISBN 9784073111313
- スーパーロボット大戦大事典 ISBN 9784073046516